# Stickmaschine

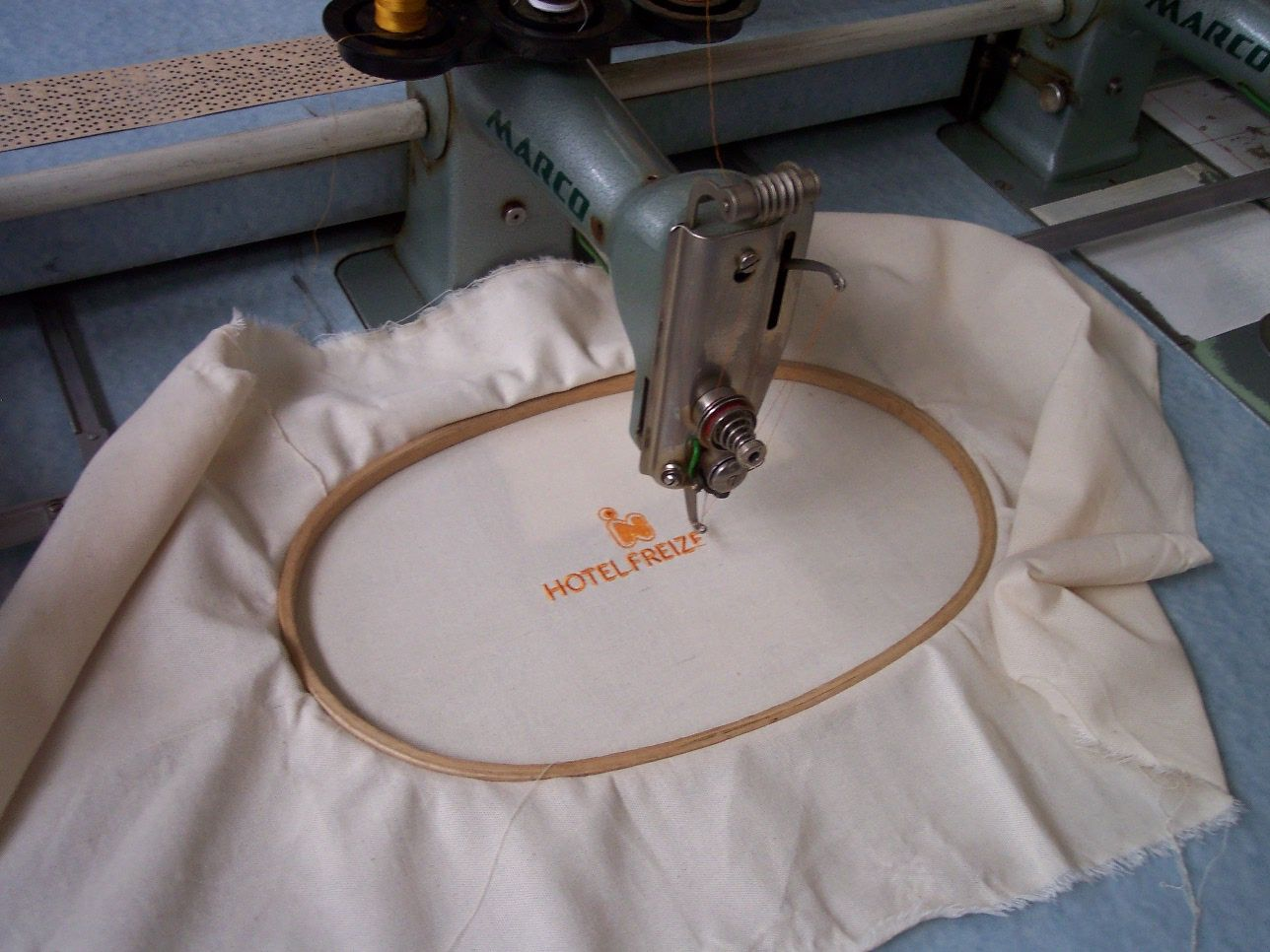
Eine Stickmaschine im Textilmuseum Bocholt

Verbreitetes Modell einer Handstickmaschine. Solche standen zu tausenden in den Haushalten, vorwiegend der Ostschweiz. Diese funktionierten im Plattstichverfahren und ziehen die Nadeln mit dem Faden komplett durch den Stoff.

Stickmaschinen (seit den 1970er Jahren auch programmierbare Konturenautomaten genannt) dienen zum maschinellen Anfertigen von Stickereien, also dem Verzieren von Geweben durch auf- oder eingenähte Fäden. Bei den moderneren Bauarten unterscheidet man Einnadel- und Mehrnadel-Maschinen. Einnadel-Stickmaschinen arbeiten mit dem Kettenstich, Mehrnadel-Stickmaschinen können als Handstickmaschinen (auch Plattstichmaschinen genannt) oder als Schiffchenstickmaschinen ausgeführt sein. Letztere arbeiten wie die Nähmaschinen mit zwei Fäden (Ober- und Unterfaden), die anderen Maschinen hingegen mit einem Faden, der von einer zweispitzigen Nadel durch den Stoff gezogen und wieder zurückgeführt wird.

## Entwicklung
Der erste funktionierende Mechanismus für eine Stickmaschine war die 1829 vom Elsässer Josua Heilmann entwickelte Handstickmaschine. Sie ahmt die Handarbeit nach. Die Stickerei-Figuren entstehen hierbei, indem die Fäden an den Figurenrändern mittels Nadeln so durch das Gewebe gesteckt und durchgezogen werden, dass sie nach und nach auf der Fläche das Muster in erhabener Form bilden. Der Stickrahmen ist aber nicht horizontal und feststehend, sondern vertikal und beweglich, während der Apparat, der die Nadel ergreift und mit dem Faden durchzieht, nur eine horizontale Bewegung macht. Die von Heilmann entwickelte Maschine geriet zunächst wegen technischer Probleme und ungenügender Qualität der produzierten Ware beinahe in Vergessenheit. Erst durch die von Bartholome Rittmeyer und dessen Sohn Franz Elysäus Rittmeyer und dessen Mechaniker Franz Anton Vogler in St. Gallen erzielten Verbesserungen konnten die Handstickmaschinen etwa um 1850 herum zur Marktreife gebracht werden.
Diese ersten Handstickmaschinen machten die Stickerei ab etwa 1850 speziell in St. Gallen und Umgebung zu einem sehr bedeutenden Wirtschaftszweig. Die Stickerei wurde ein wichtiger Exportzweig der Schweizer Wirtschaft, der z. B. 1910 fast 20 % ausmachte. Die St. Galler Stickerei löste damit die zuvor erfolgreiche Baumwoll- und Leinwandfabrikation in der Ostschweizer Textilindustrie ab. Beide basierten zu wesentlichen Teilen auf der Heimindustrie, die der armen Landbevölkerung einen Zusatzerwerb bot. Stickfabriken setzten sich nur langsam durch. In Deutschland verbreitete sich die Stickerei vor allem in Sachsen und hat sich dort insbesondere mit der Plauener Spitze einen Namen gemacht.

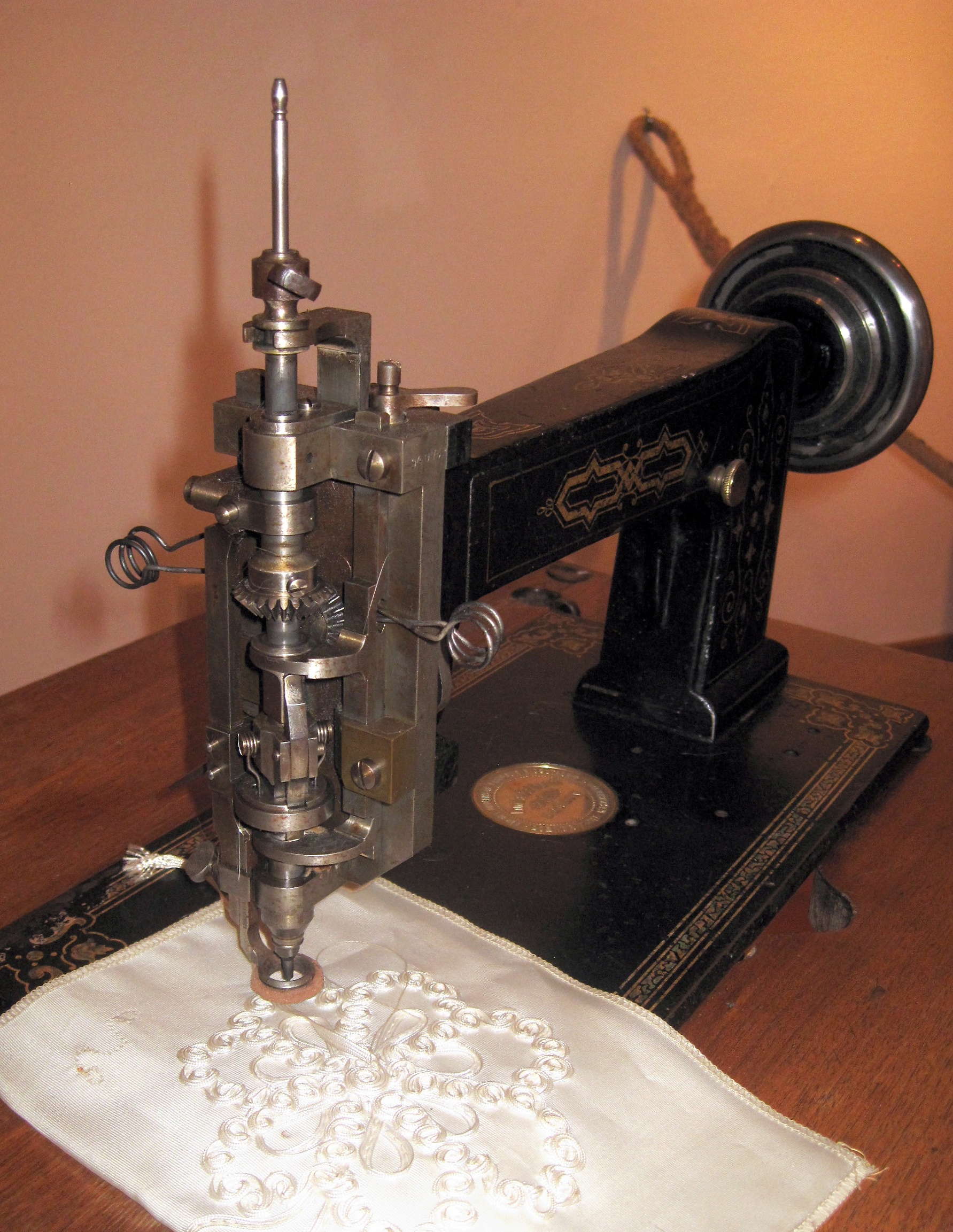
Stickmaschine um 1895 des Herstellers Lintz & Eckhardt, Berlin.

Eine erste Weiterentwicklung der Handstickmaschinen geschah 1863 durch Isaak Gröbli, der bei der Benninger AG im St. Gallischen Uzwil die Schifflistickmaschine entwickelte. Diese verwendete als Vorbild nicht mehr die Handstickerei, sondern die kurz zuvor entwickelte Nähmaschine und arbeitete mit zwei Fäden. 1898 folgte der dritte und letzte Schritt in der Entwicklung der Stickmaschinen, die sogenannten Stickautomaten. Dies waren Schifflistickmaschinen, die nicht mehr mit Pantographen, sondern über Lochkarten gesteuert wurden. Heutige Stickmaschinen verwenden noch dasselbe Prinzip, jedoch kommen anstelle der Lochkarten Computer zum Einsatz.

### Stickmaschinen in der Schweiz und in Sachsen
Zu den schweizerischen Herstellern von Stickmaschinen gehörte zunächst ab 1828 die Maschinenfabrik St. Georgen, die zunächst gegründet worden war, um die seit 1801 in St. Gallen betriebenen Spinnmaschinen zu unterhalten. Die ersten Stickmaschinen, die um 1830 nach der Vorlage von Josua Heilmann gebaut wurden, brachten im Bereich der Stickerei allerdings noch keinen wirtschaftlichen Durchbruch. Ab 1850 gelang dann der Maschinenfabrik in St. Georgen endlich der Bau geeigneter Maschinen. Weitere Fabriken in der Ostschweiz waren unter anderem ab 1870 die Benninger AG in Uzwil (von wo der Erfinder der Schifflistickmaschine, Isaak Gröbli stammt), und ab etwa 1885 die Firma von Adolph Saurer in St. Gallen bzw. Arbon, die später auch LKWs herstellte. Schon auf Gröbli und den Stickereifabrikanten Jakob Steiger-Meyer aus Herisau geht die „Mechanische Stickerei Wülflingen“ zurück, die bei der Wiener Weltausstellung von 1873 die Fortschrittsmedaille erhielt. Im selben Jahr standen z. B. auch in Diepoldsau (St. Galler Rheintal) über 80 Stickmaschinen im Einsatz.
Das Schweizer Marktmonopol wurde jedoch bald im sächsischen Vogtland gebrochen. Hier ist vor allem die Vogtländische Maschinenfabrik (VOMAG) in Plauen anzuführen (später auch die Maschinenfabrik Kappel in Chemnitz), die gleich nach ihrer Gründung 1881 mit der Produktion von Stickmaschinen begann. Zur Herstellung der Plauener Spitze erfand Anton Falke 1881 im späteren Zentrum der deutschen Spitzen- und Stickereiindustrie die maschinengestickte Tüllspitze. Sie wurde durch den Plauener Stickereifabrikanten Theodor Bickel eine Domäne des Vogtlandes und als „Dentelles de Saxe“ oder „Plauen Lace“ weltbekannt. Nach einer langen Durststrecke ab etwa 1920 ging es ab 1960 wieder bergauf; 1989 wurde Plauener Spitze auf 1.400 Stickmaschinen produziert und in über 40 Länder exportiert.

### Mehrkopfstickmaschinen
Mehrkopfstickmaschinen, wie sie heute auch noch in Deutschland eingesetzt werden, werden vor allem zum Besticken von fertigen Schlauchwaren wie T-Shirts, Polos, Hemden, Socken und Mützen eingesetzt. Vorwiegend werden Stickereien für Promotionzwecke, Vereine und Arbeitsbekleidung erstellt. Die heute überwiegend eingesetzten Mehrkopf-Stickmaschinen haben an einem Querträger mehrere Stickköpfe befestigt, die aber mit einer durchgehenden Hauptantriebswelle miteinander verbunden sind. Jeder Stickkopf ist mit mehreren Nadeln ausgestattet, die dann – je nachdem, welche Farbe gestickt werden soll – über die Stichplatte und den darunter liegenden Greifer fahren. Wie bei normalen Nähmaschinen entsteht die Stickerei mit Hilfe eines Oberfaden/Unterfadensystems durch einen Doppelsteppstich. Durch die Bewegung des Rahmens, in den das Textil eingespannt ist, wird der Oberfaden auf das Textil aufgelegt und durch die Verschlingung mit dem Unterfaden (Doppelsteppstich) fest darauf fixiert. Moderne Stickmaschinen haben bis zu 56 Stickköpfe und können auch verschiedene Applikationen wie z. B. Pailletten, Kordeln oder Beads aufbringen.

### Großstickmaschinen
Während Mehrkopfstickmaschinen auf einem horizontal ausgerichteten Rahmen sticken, sticken Großstickmaschinen auf einen vertikal gestellten Rahmen. Großstickmaschinen sind meist deutlich größer als Mehrkopfstickmaschinen. Auf ihnen werden vorwiegend großflächige Textilien wie z. B. Gardinen, Stoffe und Tischdecken bestickt.

## Andere Sticktechniken
Heutige Stickmaschinen sind in der Lage, auch andere Textiltechniken anzuwenden. So sind unter anderem Paillettenstickereien, Kordelstickereien, Bändchenstickereien und Moosstickereien möglich.

### Paillettenstickereien
An klassische Mehrkopfstickmaschinen sind oftmals Pailletteneinrichtungen adaptierbar, womit auch Pailletten in Stickereien eingebracht werden können. Dabei wird die Paillette im richtigen Moment von der Nadel durchstochen und mit einem Steppstich auf der Unterlage fixiert. Pailletten gibt es in den unterschiedlichsten Formen, Farben und Größen. Vor allem in südeuropäischen Ländern und in Asien sind Stoffe mit aufgestickten Pailletten sehr verbreitet.

### Kordelstickereien
Kordelstickereien werden mit speziellen Stickmaschinen erzeugt, die mit dem Kettenstich arbeiten. Eine drehbare Nadel mit offenem Öhr ermöglicht das Legen der Schlaufen für den Kettenstich. Eine während des Stickens um die Nadel rotierende Garnspule trägt den Vorrat an „Kordelgarn“, wie z. B. Sticktwist, Goldlurexgarn oder ähnliches. Dieses Garn wird an die Einstichstelle geführt und mit dem Kettenstich festgelegt. Da die Nadel mit einer unter dem Tisch befindlichen Kurbel gedreht wird, wird diese Technik auch als Kurbelstickerei bezeichnet.
Zusätzlich zu dem rotierend zugeführtem Garn kann noch ein weiterer Faden, meistens ein etwas stärkerer (#12), an der Nadel mitgeführt und festgestickt werden, um der Stickerei etwas mehr Fülle zu verleihen und weitere Farbeffekte zu ermöglichen.
Einsatzgebiet für diese Stickereien sind erhabene Ornamente auf DOB, Uniformen, Sterbewäsche und Karnevalsmützen, die sogenannten Komitee-Mützen. Für technische Stickereien ist das Verlegen und Befestigen von Heizdrähten auf z. B. Einlegesohlen mit diesem Verfahren ein weiterer möglicher Einsatzbereich.

### Moosstickereien
Moosstickmaschinen sind anders aufgebaut als klassische Stickmaschinen, verwenden aber eine ähnliche Technik. Moosstickereien werden durch ein Einfadensystem erzeugt. Die Nadel sticht durch das Trägermateriel (z. B. T-Shirt) und holt sich den Faden unter der Nadelplatte nach oben. Durch eine Drehbewegung der Nadel bleibt auf der Oberseite des Trägermaterials eine Schlaufe. Durch oftmaliges Wiederholen entsteht so eine moosähnliche Fläche.

### Bändchenstickereien
Bändchenstickmaschinen werden mit speziellen Stickköpfen ausgestattet. Der Bändchenkopf kann sich dabei um 360 Grad um die Sticknadel drehen. Das Bändchen wird angestickt und dann von einer Rolle abgewickelt und mit verschiedenen Sticharten fest auf der Unterlage fixiert.